# Signore, io sono Irish
Signore, io sono Irish è una canzone del 1968 del gruppo rock italiano New Trolls, pubblicato nel 45 giri Signore, Io Sono Irish/Duemila.

## Testo e significato
(Rita Serando, moglie di Riccardo Mannerini)
Il brano è tratto dall'omonima poesia di Riccardo Mannerini, il cui testo venne adattato dallo stesso poeta in collaborazione con Fabrizio De André; il brano fu inserito nell'album Senza orario senza bandiera
Il testo narra la storia di un uomo, l'"Irish" del titolo, il quale è stanco e non può quindi andare a messa la domenica in quanto la chiesa si trova in città a 30 miglia di distanza. Per tale motivo, Irish rivolge una preghiera a dio per avere una bicicletta che gli permetta di raggiungere
più agevolmente il luogo di culto. 
Il verso conclusivo del testo è una professione di fede: “Signore, io sono Irish, quello che verrà da te in bicicletta”. 

## Edizioni
Il brano è stato cantato da quello che era il frontman dei New Trolls all'epoca, Vittorio De Scalzi, in occasione del concerto Faber, amico fragile, tenutosi a Genova nel 2000 in tributo ad uno degli autori del brano, Fabrizio De André, deceduto l'anno precedente.